# Barra (heráldica)

Barra heráldica de gules.

En heráldica, se denomina barra o contrabanda a la tira o cinta que atraviesa el escudo desde la parte superior siniestra del mismo hasta la inferior diestra. Siempre es de color, metal o esmalte diferentes de los del campo. Cuando está reducida a una tercera parte de su dimensión ordinaria, se llama travesa.
En el caso de que en un único escudo el número de barras sea mayor de cuatro, éstas son conocidas como listas.
Al igual que la banda, la barra representa el bálteo de que pendía la espada de los antiguos caballeros.
Como atributo heráldico, la banda recibe diferentes calificaciones: fusada, contrafusada, ondulada, fajada, barra-pie, barra-semipalo, etc.